# Населення Камбоджі
Населення Камбоджі. Чисельність населення країни у 2015 році становила 15,708 млн осіб (69-те місце у світі). Оцінка кількості населення цієї держави враховує ефекти зайвої смертності через захворювання на СНІД. Чисельність камбоджійців стабільно збільшувалась, народжуваність 2015 року становила 23,83 ‰ (61-ше місце у світі), смертність — 7,68 ‰ (108-ме місце у світі), природний приріст — 1,58 % (76-те місце у світі) . 

## Природний рух

### Відтворення
Народжуваність у Камбоджі, станом на 2015 рік, дорівнює 23,83 ‰ (61-ше місце у світі). Коефіцієнт потенційної народжуваності 2015 року становив 2,6 дитини на одну жінку (75-те місце у світі). Рівень застосування контрацепції 50,5 % (станом на 2011 рік). Середній вік матері при народженні першої дитини становив 22,8 року, медіанний вік для жінок — 25-29 років (оцінка на 2010 рік).
Смертність у Камбоджі 2015 року становила 7,68 ‰ (108-ме місце у світі).
Природний приріст населення в країні 2015 року становив 1,58 % (76-те місце у світі).

### Вікова структура

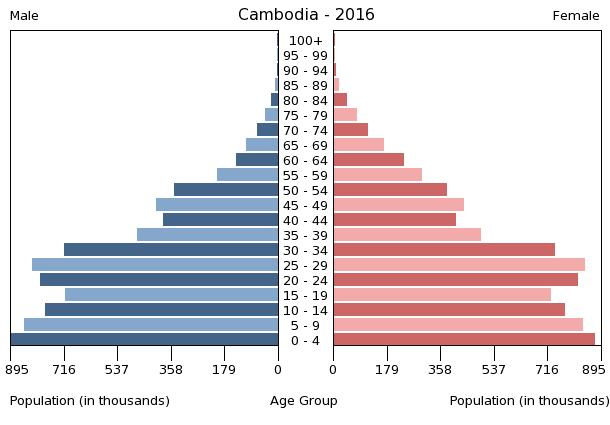
Віково-статева піраміда населення Камбоджі, 2016 рік

Середній вік населення Камбоджі становить 24,9 року (156-те місце у світі): для чоловіків — 24,2, для жінок — 25,6 року. Очікувана середня тривалість життя 2015 року становила 64,14 року (180-те місце у світі), для чоловіків — 61,69 року, для жінок — 66,7 року.
Вікова структура населення Камбоджі, станом на 2015 рік, виглядає таким чином:
- діти віком до 14 років — 31,43 % (2 489 964 чоловіка, 2 447 645 жінок);
- молодь віком 15-24 роки — 19,71 % (1 532 016 чоловіків, 1 564 240 жінок);
- дорослі віком 25-54 роки — 39,61 % (3 043 676 чоловіків, 3 178 825 жінок);
- особи передпохилого віку (55-64 роки) — 5,2 % (315 741 чоловік, 501 544 жінки);
- особи похилого віку (65 років і старіші) — 4,04 % (238 840 чоловіків, 396 265 жінок)[1].

### Шлюбність— розлучуваність
Середній вік, коли чоловіки беруть перший шлюб дорівнює 23,4 року, жінки — 21,0 року, загалом — 22,2 року (дані за 2010 рік).

## Розселення
Густота населення країни 2015 року становила 88,3 особи/км² (121-ше місце у світі).

### Урбанізація
Камбоджа середньоурбанізована країна. Рівень урбанізованості становить 20,7 % населення країни (станом на 2015 рік), темпи зростання частки міського населення — 2,65 % (оцінка тренду за 2010—2015 роки).
Головні міста держави: Пномпень (столиця) — 1,731 млн осіб (дані за 2015 рік).

### Міграції
Річний рівень еміграції 2015 року становив 0,32 ‰ (129-те місце у світі). Цей показник не враховує різниці між законними і незаконними мігрантами, між біженцями, трудовими мігрантами та іншими.
Камбоджа є членом Міжнародної організації з міграції (IOM).

## Расово-етнічний склад
| Етнічний склад (2015 рік) | Етнічний склад (2015 рік) | Етнічний склад (2015 рік) | Етнічний склад (2015 рік) | Етнічний склад (2015 рік) |
| ------------------------- | ------------------------- | ------------------------- | ------------------------- | ------------------------- |
| Етнос:                    |                           |                           | Відсоток:                 |                           |
| кхмери                    | кхмери                    |                           | 90%                       | 90%                       |
| в'єтнамці                 | в'єтнамці                 |                           | 5%                        | 5%                        |
| китайці                   | китайці                   |                           | 1%                        | 1%                        |
| інші                      | інші                      |                           | 4%                        | 4%                        |

Головні етноси країни: кхмери — 90 %, в'єтнамці — 5 %, китайці — 1 %, інші — 4 % населення.

Етнічна мапа Камбоджі (англ.)

## Мови

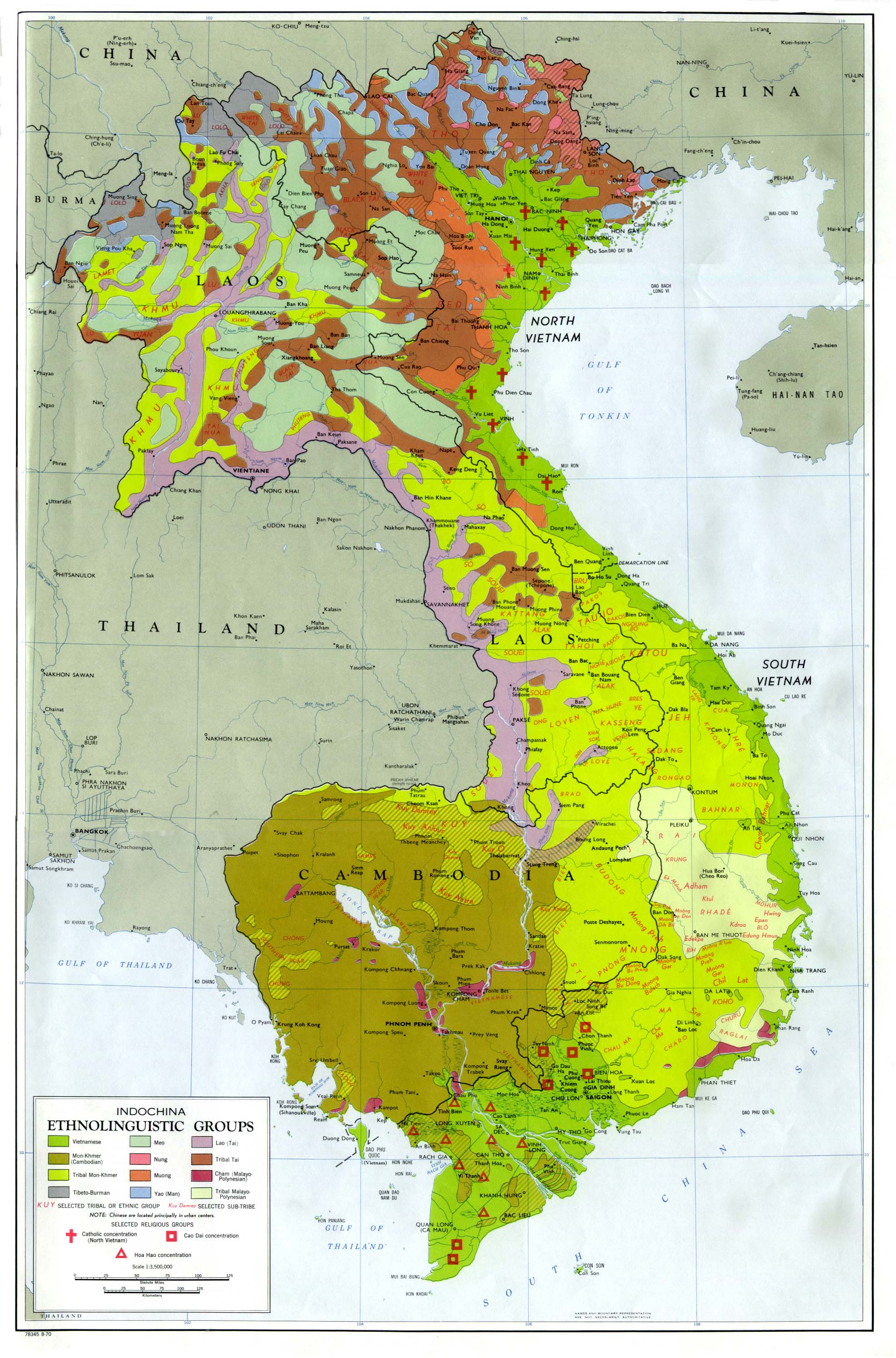
Етнолінгвістична мапа Індокитаю, 1970 рік

| Мови Камбоджі (2008 рік) | Мови Камбоджі (2008 рік) | Мови Камбоджі (2008 рік) | Мови Камбоджі (2008 рік) | Мови Камбоджі (2008 рік) |
| ------------------------ | ------------------------ | ------------------------ | ------------------------ | ------------------------ |
| Мова:                    |                          |                          | Відсоток:                |                          |
| кхмерська                | кхмерська                |                          | 96.3%                    | 96.3%                    |
| інші                     | інші                     |                          | 3.7%                     | 3.7%                     |

Офіційна мова: кхмерська — розмовляє 96,3 % населення країни. Інші мови — 3,7 % (оцінка 2008 року).
- Етнолінгвістична мапа Індокитаю, 1970 рік (англ.)

## Релігії
| Релігії в Камбоджі (2009 рік) | Релігії в Камбоджі (2009 рік) | Релігії в Камбоджі (2009 рік) | Релігії в Камбоджі (2009 рік) | Релігії в Камбоджі (2009 рік) |
| ----------------------------- | ----------------------------- | ----------------------------- | ----------------------------- | ----------------------------- |
| Віросповідання:               |                               |                               | Відсоток:                     |                               |
| буддисти                      | буддисти                      |                               | 96.9%                         | 96.9%                         |
| мусульмани                    | мусульмани                    |                               | 1.9%                          | 1.9%                          |
| християни                     | християни                     |                               | 0.4%                          | 0.4%                          |
| інші                          | інші                          |                               | 0.8%                          | 0.8%                          |

Головні релігії й вірування, які сповідує, і конфесії та церковні організації, до яких відносить себе населення країни: буддизм (державна релігія) 96,9 %, іслам — 1,9 %, християнство — 0,4 %, інші — 0,8 % (станом на 2008 рік).

## Освіта
Рівень письменності 2015 року становив 77,2 % дорослого населення (віком від 15 років): 84,5 % — серед чоловіків, 70,5 % — серед жінок.
Державні витрати на освіту становлять 2 % ВВП країни, станом на 2013 рік (152-ге місце у світі). Середня тривалість освіти становить 11 років, для хлопців — до 11 років, для дівчат — до 10 (станом на 2012 рік).

## Охорона здоров'я
Забезпеченість лікарями в країні на рівні 0,17 лікаря на 1000 мешканців (станом на 2012 рік). Забезпеченість лікарняними ліжками в стаціонарах — 0,7 ліжка на 1000 мешканців (станом на 2011 рік). Загальні витрати на охорону здоров'я 2014 року становили 5,7 % ВВП країни (127-ме місце у світі).
Смертність немовлят до 1 року, станом на 2015 рік, становила 50,04 ‰ (36-те місце у світі); хлопчиків — 56,69 ‰, дівчаток — 43,11 ‰. Рівень материнської смертності 2015 року становив 161 випадків на 100 тис. народжень (45-те місце у світі).
Камбоджа входить до складу ряду міжнародних організацій: Міжнародного руху (ICRM) і Міжнародної федерації товариств Червоного Хреста і Червоного Півмісяця (IFRCS), Дитячого фонду ООН (UNISEF), Всесвітньої організації охорони здоров'я (WHO).

### Захворювання
Потенційний рівень зараження інфекційними хворобами в країні дуже високий. Найпоширеніші інфекційні захворювання: діарея, гепатит А, черевний тиф, гарячка денге, японський енцефаліт, малярія (станом на 2016 рік).
2014 року було зареєстровано 74,6 тис. хворих на СНІД (49-те місце в світі), це 0,64 % населення в репродуктивному віці 15—49 років (59-те місце у світі). Смертність 2014 року від цієї хвороби становила 2,6 тис. осіб (49-те місце у світі).
Частка дорослого населення з високим індексом маси тіла 2014 року становила 2,9 % (183-тє місце у світі); частка дітей віком до 5 років зі зниженою масою тіла становила 23,9 % (оцінка на 2014 рік). Ця статистика показує як власне стан харчування, так і наявну/гіпотетичну поширеність різних захворювань.

### Санітарія
Доступ до облаштованих джерел питної води 2015 року мало 100 % населення в містах і 69,1 % в сільській місцевості; загалом 75,5 % населення країни. Відсоток забезпеченості населення доступом до облаштованого водовідведення (каналізація, септик): в містах — 88,1 %, в сільській місцевості — 30,5 %, загалом по країні — 42,4 % (станом на 2015 рік). Споживання прісної води, станом на 2006 рік, дорівнює 2,18 км³ на рік, або 159,8 тонни на одного мешканця на рік: з яких 4 % припадає на побутові, 2 % — на промислові, 94 % — на сільськогосподарські потреби.

## Соціально-економічне становище
Співвідношення осіб, що в економічному плані залежать від інших, до осіб працездатного віку (15—64 роки) загалом становить 55,6 % (станом на 2015 рік): частка дітей — 49,2 %; частка осіб похилого віку — 6,4 %, або 15,6 потенційно працездатного на 1 пенсіонера. Загалом дані показники характеризують рівень затребуваності державної допомоги в секторах освіти, охорони здоров'я і пенсійного забезпечення, відповідно. За межею бідності 2012 року перебувало 17,7 % населення країни. Розподіл доходів домогосподарств у країні виглядає таким чином: нижній дециль — 2 %, верхній дециль — 28 % (станом на 2013 рік).
Станом на 2013 рік, у країні 9,9 млн осіб не має доступу до електромереж; 34 % населення має доступ, у містах цей показник дорівнює 97 %, у сільській місцевості — 18 %. Рівень проникнення інтернет-технологій надзвичайно низький. Станом на липень 2015 року в країні налічувалось 2,985 млн унікальних інтернет-користувачів (124-те місце у світі), що становило 19 % загальної кількості населення країни.

### Трудові ресурси
Загальні трудові ресурси 2012 року становили 7,974 млн осіб (61-ше місце у світі). Зайнятість економічно активного населення у господарстві країни розподіляється таким чином: аграрне, лісове і рибне господарства — 48,7 %; промисловість і будівництво — 19,9 %; сфера послуг — 31,5 % (станом на 2013 рік). Безробіття 2013 року дорівнювало 0,3 % працездатного населення, 2012 року — 0,2 % (1-ше місце у світі); серед молоді у віці 15—24 років ця частка становила 0,5 %, серед юнаків — 0,7 %, серед дівчат — 0,4 % (130-те місце у світі). Дані відображають лише офіційну статистику, реальний рівень безробіття значно вищий за офіційний.

## Кримінал

#### Наркотики

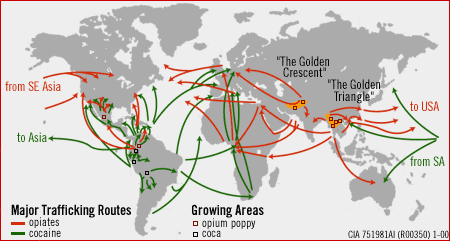
Світові маршрути наркотрафіку

Обіг наркотичних засобів тісно пов'язаний з держслужбовцями, військовими і поліцією; обмежене виробництво метамфетамінів; країна уразлива до відмивання грошей через великі обсяги готівки в обігу й прозорі державні кордони.

### Торгівля людьми
Згідно зі щорічною доповіддю про торгівлю людьми (англ. Trafficking in Persons Report) Управління з моніторингу та боротьби з торгівлею людьми Державного департаменту США, уряд Камбоджі докладає значних зусиль в боротьбі з явищем примусової праці, сексуальної експлуатації, незаконною торгівлею внутрішніми органами, але не в повній мірі, країна знаходиться у списку спостереження другого рівня.

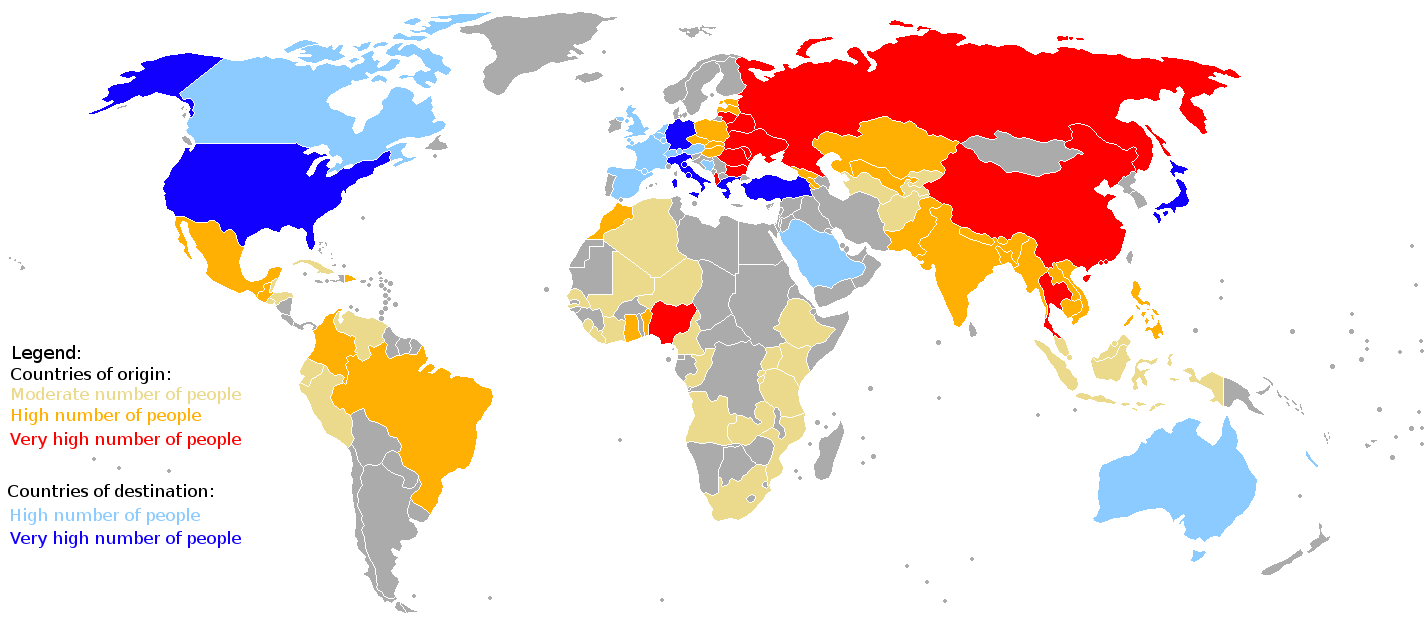
Країни-донори (червоний) і країни-реципієнти кримінальних потоків  (англ.)
Глобальна боротьба з торгівлею людьми (англ.)

## Гендерний стан
Статеве співвідношення (оцінка 2015 року):
- при народженні — 1,05 особи чоловічої статі на 1 особу жіночої;
- у віці до 14 років — 1,02 особи чоловічої статі на 1 особу жіночої;
- у віці 15—24 років — 0,98 особи чоловічої статі на 1 особу жіночої;
- у віці 25—54 років — 0,96 особи чоловічої статі на 1 особу жіночої;
- у віці 55—64 років — 0,63 особи чоловічої статі на 1 особу жіночої;
- у віці за 64 роки — 0,6 особи чоловічої статі на 1 особу жіночої;
- загалом — 0,94 особи чоловічої статі на 1 особу жіночої[1].

## Демографічні дослідження
Демографічні дослідження в країні ведуться рядом державних і наукових установ:

### Українською
- Атлас. 10-11 клас. Економічна і соціальна географія світу / упорядники :  О. Я. Скуратович, Н. І. Чанцева. — К. : ДНВП «Картографія», 2010. — ISBN 978-966-475-639-3.
- Атлас світу / голов. ред. І. С. Руденко ; зав. ред. В. В. Радченко ; відп. ред. О. В. Вакуленко. — К. : ДНВП «Картографія», 2005. — 336 с. — ISBN 9666315467.
- Безуглий В. В. Економічна і соціальна географія зарубіжних країн : Навчальний посібник. — К. : ВЦ «Академія», 2007. — 704 с. — ISBN 978-966-580-239-6.
- Безуглий В. В., Козинець С. В. Регіональна економічна і соціальна географія світу : Навчальний посібник. — видання 2-ге, доп., перероб. — К. : ВЦ «Академія», 2007. — 688 с. — ISBN 966-580-144-9.
- Головченко В. І., Кравчук О. Країнознавство: Азія, Африка, Латинська Америка, Австралія і Океанія. — К., 2006. — 335 с. — ISBN 966-8939-04-2.
- Гудзеляк І. І. Географія населення: Навчальний посібник / І. Гудзеляк. — Л. : Видавничий центр ЛНУ імені Івана Франка, 2008. — 232 с. — ISBN 978-966-613-599-8.
- Дахно І. І. Країни світу: Енциклопедичний довідник / І. І. Дахно, С. М. Тимофієв. — К. : Мапа, 2011. — 606 с. — (Бібліотека нового українця) — ISBN 978-966-8804-23-6.
- Дахно І. І. Економічна географія зарубіжних країн : навчальний посібник. — К. : Центр учбової літератури, 2014. — 319 с. — ISBN 978-611-01-0682-5.
- Джаман В. О. Регіональні системи розселення: демографічні аспекти. — Чернівці : Рута, 2003. — 392 с. — ISBN 9665685988.
- Дорошенко Л. С. Демографія: Навчальний посібник. — К. : МАУП, 2005. — 112 с. — ISBN 966-608-442-2.
- Дубович І. А. Країнознавчий словник-довідник. — 5-те вид., перероб. і доп. — К. : Знання, 2008. — 839 с. — ISBN 978-966-346-330-8.
- Економічна і соціальна географія країн світу. Навчальний посібник / За ред. Кузика С. П. — Л. : Світ, 2002. — 672 с. — ISBN 966-603-178-7.
- Загальна медична географія світу / В. О. Шевченко [та ін.] — К. : [б.в.], 1998. — 178 с.
- Ігнатьєв П. М. Країнознавство: Країни Азії. — Ч. : Книги-XXI, 2004. — 383 с. — ISBN 966-8029-53-4.
- Книш М. М., Мамчур О. І. Регіональна економічна і соціальна географія світу (Латинська Америка та Карибські країни, Африка, Азія, Океанія) : навч. посіб. — Л. : ЛНУ ім. Івана Франка, 2013. — 368 с. — ISBN 978-617-10-0007-0.
- Крисаченко В. С. Динаміка населення: Популяційні, етнічні та глобальні виміри. — К. : Видавництво Національного інституту стратегічних досліджень, 2005. — 368 с. — ISBN 966-554-083-1.
- Любіцева О. О., Мезенцев К. В., Павлов С. В. Географія релігій. — К. : АртЕК, 1999. — 504 с. — ISBN 966-505-006-0.
- Масляк П. О. Країнознавство. — К. : Знання, 2007. — 292 с. — (Вища освіта XXI століття)
- Масляк П. О., Дахно І. І. Економічна і соціальна географія світу / П. О. Масляк, І. І. Дахно ; за ред. П. О. Масляка. — К. : Вежа, 2003. — 280 с. — ISBN 966-7091-53-8.

### Російською
- (рос.) Кампучия // Демографический энциклопедический словарь / главн. ред. Валентей Д. И. — М. : Советская энциклопедия, 1985. — 608 с.
- (рос.) Кампучия // Страны и народы. Зарубежная Азия. Юго-Восточная Азия / Редкол. : П. И. Пучков (отв. ред.) и др. — М. : «Мысль», 1979. — 303 с. — (Страны и народы) — 180 тис. прим.
- (рос.) Атлас народов мира / Отв. ред. С. И. Брук и В. С. Апенченко. — М. : ГУГК ГГК СССР и Институт этнографии им. Н. Н. Миклухо-Маклая АН СССР, 1964. — 185 с. — 20 тис. прим.
- (рос.) Численность и расселение народов мира. Этнографические очерки / под ред. С. И. Брука. — М. : Издательство АН СССР, 1962. — 487 с.
- (рос.) Лаппо Г. М. География городов: Учебное пособие для географических факультетов вузов. — М. : Туманит, изд. центр ВЛАДОС, 1997. — 476 с. — ISBN 5-691-00047-0.
- (рос.) Ягельский А. География населения. — М. : Прогресс, 1980. — 383 с.